# Gulyás László (történész)
Gulyás László (Hódmezővásárhely, 1965. május 29. –) magyar történész, regionalista, humán erőforrás menedzser, harcművész.
42 könyv szerzője-szerkesztője (17 könyv szerzője, 25 könyv szerkesztője). 5 danos taekwondo mester. A nemzeti-polgári-konzervatív történetírás megteremtéséért, fejlesztéséért végzett tevékenységéért a Magyar Érdemrend lovagkeresztjével tüntették ki 2021-ben.

## Élete
1980-ban 15 évesen munkába állt, az Alföldi Porcelángyárban volt segédmunkás, majd laboráns. Ezzel párhuzamosan 1981 és 1985 között levelező tagozaton tanult a Bethlen Gábor Gimnáziumban, 1985-ben érettségizett. 1985-86-ban előfelvételisként Baján teljesített 12 hónapos sorkatonai szolgálatot.
1986-ban kezdte meg tanulmányait a József Attila Tudományegyetem (Szeged), ahol 1991-ben szerezte meg jeles minősítésű okleveles történelem és földrajz szakos középiskolai tanár diplomáját.
1991-ben az Aristoteles University-n (Thesszaloniki)) TEMPUS ösztöndíjasként 6 hónapon keresztül tanulmányozta a Balkán földrajzát és történelmét és elsajátította az újgörög nyelvet.
1991 és 1993 között különféle alapítványok és intézetek ösztöndíjasa. Ezzel párhuzamosan érdeklődése a menedzsment felé fordult, a Pécsi Tudományegyetemen okleveles humán-erőforrás menedzser diplomát szerzett.
1993 és 1998 között a FIDESZ Csongrád Megyei Területi Koordinációs Iroda vezetője, megyei kampányfőnök.
1996-ban Gummersbach-ban a német parlament egyik pártjának ösztöndíjával részt a Theodor Heuss Akademie „Fiatal Vezetők Programján”. Ennek keretei között eredményesen végezte el a „Szun-Tzu, War and strategy” kurzust.
1998-tól a Szegedi Tudományegyetem oktatója (illetve  2005 és 2008 között további jogviszonyban az Eötvös József Főiskola oktatója). Végig járta az oktatói–kutatói pályát, 2015-ben Áder János Köztársasági Elnök egyetemi tanárrá nevezte ki a Szegedi Tudományegyetemre.
2019 és 2021 között a Magyarságkutató Intézet tudomány tanácsadója.
2021-től egy „think tank” tanácsadója.

## Munkahelyei
- 1980–1985:  Alföldi Porcelángyár (Hódmezővásárhely), segédmunkás, laboráns.

Ezzel párhuzamosan a középiskolát levelező formában végezte.
- 1985–1986: Katonai szolgálat (Baja).
- 1986–1991: Nappalis egyetemi tanulmányok, első diploma megszerzése.
- 1991–1992: Különféle alapítványok és intézetek ösztöndíjasa.
- 1993–1998: A FIDESZ főállású alkalmazottja mint Csongrád megyei pártigazgató.
- 1999–2021: Szegedi Tudományegyetem főállású oktatója, egyetemi tanár.
- 2019–2021: Magyarságkutató Intézet tudományos tanácsadó.
- 2021-től egy alapítvány tudományos tanácsadója.

## Tudományos pályafutása
- 2004: Pécsi Tudományegyetem Közgazdaságtudományi Kar Regionális politika és gazdaságtan Doktori Iskolájában „summa cum laude” minősítéssel PhD-fokozat regionálistudományból. Doktori disszertáció címe: Két közép-európai régió – Felvidék, Vajdaság – sorsa az Osztrák-Magyar Monarchiától napjainkig.
- 2005: A Pécsi Tudományegyetem Bölcsészettudományi Kar Multidiszciplináris Doktori Iskolájában „cum laude” minősítéssel PhD-fokozat történelemtudományból. Doktori disszertáció címe: Edvard Benes. Tervek és valóság 1908-1948.
- 2009: Debreceni Egyetemen summa cum laude minősítéssel habilitáció gazdálkodás és szervezéstudományokból. Habilitáció témája: A munkaerőpiac rugalmasságának kérdései.
- 2015-től a Köztársasági Elnök által kinevezett egyetemi tanár a Szegedi Tudományegyetemen.

### Tudományos eredményei tudománymetriai adatokkal[2]leírva
- Összes tudományos publikáció 583 darab
- Folyóiratban megjelent tanulmány 153 darab
- Külföldi folyóiratban idegennyelven megjelent tanulmány 25 darab
- Könyv szerzőként 18 darab
- Könyv szerkesztőként 25 darab
- Könyvfejezetek 212 darab
- Független hivatkozások száma 1638 darab
- Hirsch-index (független hivatkozásokból) 22
- Tudományos konferencián tartott előadások száma 225 darab

## Könyvei

### Szerzőként
Gulyás László első könyve 1999-ban jelent meg, 2023 nyaráig összesen 43 könyve látott napvilágot, ebből 18 szerzőként, 25 szerkesztőként.

#### A Horthy-korszak külpolitikája sorozat
- Gulyás László (2012): A Horthy-korszak külpolitikája I. Az első évek 1919-1924. Máriabesnyő. Attraktor Kiadó.
- Gulyás László (2013): A Horthy-korszak külpolitikája 2: A húszas évek második fele 1924-1931. Máriabesnyő. Attraktor Kiadó.
- Gulyás László (2015): A Horthy-korszak külpolitikája 3.: A Károlyi- és a Gömbös-kormány külpolitikája, 1931-1936. Máriabesnyő. Attraktor Kiadó.
- Gulyás László (2016): A Horthy-korszak külpolitikája 4.: A revíziós sikerek 1. A Felvidék és Kárpátalja visszatérése 1937-1939. Máriabesnyő. Attraktor Kiadó.
- Gulyás László (2018): A Horthy-korszak külpolitikája 5. kötet: A revíziós sikerek 2. A második bécsi döntés 1939-1940. Máriabesnyő. Attraktor Kiadó.
- Gulyás László (2019): A Horthy-korszak külpolitikája 6.: A Délvidék visszatérése 1940-1941.Máriabesnyő. Attraktor Kiadó.

#### A Délvidék története sorozat
- Gulyás László (2012): A Délvidék története 2.: A török kiűzésétől Trianonig 1683-1920. Szeged. Egyesület Közép-Európa Kutatására.
- Gulyás László (2013): A Délvidék története 3. Trianontól a királyi Jugoszlávia összeomlásáig (1941). Szeged. Egyesület Közép-Európa Kutatására.
- Gulyás László szerk. (2020): A Délvidék története 5. Titotól Milosevicig 1944-2000. Szeged. Egyesület Közép-Európa Kutatására.

#### További történészkönyvei
- Gulyás László (2005): Két régió – Felvidék és Vajdaság – sorsa az Osztrák-Magyar Monarchiától napjainkig. Budapest. Hazai Térségfejlesztő Kft.
- Gulyás László (2008): BENEŠ Statesman or charlatan? The plans and the reality 1908-1948. Toronto, Kanada , Buffalo (NY), Amerikai Egyesült Államok. Corvinus Publishing.
- Gulyás László (2008): Edvard Beneš (2008): Közép-Európa koncepciók és a valóság. Máriabesnyő. Attraktor Kiadó.
- Gulyás László (2012): Küzdelem a Kárpát-medencéért : regionalizáció és etnoregionalizmus, avagy a nemzeti és nemzetiségi kérdés területi aspektusai Magyarországon, 1690-1914. Budapest. Kárpátia Stúdió.

#### Forráskiadások
- Gulyás László szerk. (1992): Edvard Beneš: Zúzzátok szét Ausztria-Magyarországot: A cseh-szlovákok áldozatának történelmi bemutatása. Szeged. JATEPress.
- Gulyás László szerk. (2003): Edvard, Beneš: Az osztrák probléma és a cseh kérdés: az Ausztriában élő szláv nemzetek politikai harcáról. Szeged, Magyarország : JATEPress.

#### Menedzsmentkönyvei (szerzőként)
- Gulyás László– Keczer, Gabriella (2012): Projektmenedzsment 1.0. Szeged. Egyesület Közép-Európa Kutatására

### Harcművészként
- Gulyás László (1998): Chang Mookwan Taekwon-do. Taekwon-do és Koreai Harcművészetek Magyarországi Szövetsége. Szeged.

### Könyvei szerkesztőként
Összesen 25 kötetet szerkesztett, ezek mindegyikében fontos fejezeteket is írt.
Összesen 7 könyvet szerkesztett a Trianoni békediktátum története hét kötetben könyvsorozat keretei között. (Lásd Történészprojektjei.)
Összesen 2 könyvet szerkesztett a Lokális Trianon könyvsorozat keretei között. (Lásd Történészprojektjei.)
Menedzsment témájú konferenciakötetek:
- Kis Mária–Gulyás László–Nagy Éva szerk. (2001): 10 éves a vállalkozó-menedzser szak a SZÉF-en. Kihívások az európai csatlakozás küszöbén, különös tekintettel a területfejlesztési, közlekedési és infrastrukturális problémákra. Szeged. Szegedi Tudományegyetem Élelmiszeripari Főiskolai Kar.
- Gulyás László–Kis Mária–Erdélyi Evelyn szerk. (2002): A magyar gazdaság az európai uniós csatlakozás küszöbén: Emlékkötet Balogh Sándor professzor úr 70. születésnapjára. Szeged. Szegedi Tudományegyetem Élelmiszeripari Főiskolai Kar.
- Kis Mária–Gulyás László szerk. (2003): Európai Kihívások III. Tudományos Konferencia. Szeged. Szegedi Tudományegyetem Élelmiszeripari Főiskolai Kar.
- Gulyás László–Baló Tünde szerk. (2005): Európai kihívások III.: Tudományos Konferencia. Szeged. Szegedi Tudományegyetem Élelmiszeripari Főiskolai Kar.
- Gulyás László szerk. (2006): Ökonómiai és Vidékfejlesztési Intézet 2006. évi tudományos évkönyve. Szeged. Szegedi Tudományegyetem Élelmiszeripari Főiskolai Kar.
- Gulyás László–Gál József szerk. (2007): Európai Kihívások IV. Nemzetközi Tudományos Konferencia. Szeged. Szegedi Tudományegyetem Mérnöki Kar.
- Gulyás László (szerk.) (2008): Ne a munkanélküliséget, a munkát támogasd! Tanulmányok a HRM és a munkaerőpiac témaköréből 1998-2008. Budapest. Emberi Erőforrásgazdálkodási Tanácsadók Országos Szövetsége
- Gál József–Gulyás László szerk. (2009): Élelmiszeripari kis- és közép-vállalkozások fejlesztése, különös tekintettel a román és szerb piacra. Szeged. Szegedi Tudományegyetem Mérnöki Kar.

## Történészprojektjei (Trianon és Horthy-korszak)
Gulyás László történészként öt nagy projektet indított el.

### Első projekt: Köztes-Európa története térképeken
Kezdeményezője és aktív tagja volt annak a szegedi történész műhelynek, amely a Pándi Lajos által szerkesztett „Köztes-Európa 763–1993. térképgyűjtemény” című kötetet megalkotta és kiadta 1995-ben. 

### Második projekt: A Horthy-korszak külpolitikája
Ezt 2012-ben indította el. A projekt keretében az alábbi könyvek jelentek meg:
- Gulyás, László (2012): A Horthy-korszak külpolitikája I. Az első évek 1919-1924. Máriabesnyő. Attraktor Kiadó.
- Gulyás, László (2013): A Horthy-korszak külpolitikája 2: A húszas évek második fele 1924–1931. Máriabesnyő. Attraktor Kiadó.
- Gulyás, László (2015): A Horthy-korszak külpolitikája 3.: A Károlyi- és a Gömbös-kormány külpolitikája, 1931–1936. Máriabesnyő. Attraktor Kiadó.
- Gulyás László (2016): A Horthy-korszak külpolitikája 4.: A revíziós sikerek 1. A Felvidék és Kárpátalja visszatérése 1937–1939. Máriabesnyő. Attraktor Kiadó.
- Gulyás László (2018): A Horthy-korszak külpolitikája 5. kötet: A revíziós sikerek 2. A második bécsi döntés 1939–1940. Máriabesnyő. Attraktor Kiadó.
- Gulyás, László (2019) : A Horthy-korszak külpolitikája 6.: A Délvidék visszatérése 1940–1941. Máriabesnyő. Attraktor Kiadó.

A fenti hat kötethez kapcsolódón, kézikönyvként kiadta az alábbi kötet: Gulyás, László szerk. (2020): Kézikönyvek a Horthy-korszak tanulmányozásához I. kötet: 111 életrajz a külpolitika történetéhez (1919-1944). Szeged. Egyesület Közép-Európa Kutatására. 

### Harmadik projekt: A trianoni békediktátum története hét kötetben
Ezt a projektet 2018-ban indította el. A sorozatból 2023 nyaráig az alábbi kötetek jelentek meg:
- I. kötet: Trianon Nagy Háború alatti előzményei, az Osztrák–Magyar Monarchia bukása 1914–1918
- II/2. kötet: A katonai megszállástól a magyar békedelegáció elutazásáig 1918–1920. A párizsi békekonferencia és Magyarország
- III. kötet: Apponyi beszédétől a Határmegállapító Bizottságok munkájának befejezéséig
- IV. kötet: Térképek a trianoni békediktátum történetéhez
- V. kötet: Párhuzamos Trianonok, a Párizs környéki békék. Versailles, Saint-Germain, Neuilly, Sèvres, Lausanne és a versailles-i békerendszerhez kapcsolód

#### Megjelenésre váró kötetek
- II/1. kötet: A katonai megszállástól a magyar békedelegáció elutazásáig 1918–1920. A Magyar Királyság szétzúzása és megszállása. Várható megjelenés: 2023 ősze
- VI. kötet: Biográfia: félezer életrajz a trianoni békediktátum megszületésének történetéhez. Várható megjelenés: 2024 tavasza
- VII. kötet: Kronológia: ezer dátum a trianoni békediktátum megszületésének történetéhez. Várható megjelenés: 2024 ősze

### Negyedik projekt: További Trianon-témájú könyvek
A hétkötetes sorozathoz kapcsolódóan az alábbi három könyvet írta és szerkesztette: 
- Gulyás  László – Sziridopulosz, Archimédesz szerk. (2021): Trianoni kiskáté: 101 kérdés – 101 válasz a békediktátumról. Budapest. L'Harmattan Kiadó.
- Gulyás László (szerk.): Trianonról közérthetően. Tizenkét előadás a nemzeti, polgári, konzervatív történetírás jegyében. Szegedi Egyetemi Könyvkiadó-Juhász Gyula Felsőoktatási Kiadó. Szeged.
- Gulyás László szerk. (2021): Fejezetek a versaillesi Közép-Európa történetéből 1. kötet Az utódállamok születése 1918-1919. Egyesület Közé-Európa Kutatására. Szeged.

### Ötödik projekt: Lokális Trianon
Ezt 2021-ben indította el. A sorozatból eddig az alábbi kötetek jelentek meg:
- Gulyás László–Tóth Marcell–Zeman Ferenc szerk. (2021): Lokális Trianon 1. Csongrád, Csanád és Torontál vármegye az összeomlás éveiben 1918-1920. Egyesület Közép-Európa Kutatására. Szeged.
- Gulyás László–Tóth Marcell–Zeman Ferenc szerk. (2021): Lokális Trianon 2. Szeged az összeomlás éveiben. Egyesület Közép-Európa Kutatására. Szeged.

## Tudományszervező tevékenysége
2006-tól a Virtuális Intézet Közép-Európa Kutatására (VIKEK) alapító igazgatója. Eredmények:
- A VIKEK alapításától kezdve napjainkig (2023. május) 60 konferenciát rendezett.
- Az alábbi ö folyóirat megalapítása és szerkesztése
  - Jelenkori gazdasági és társadalmi folyamatok (alapítva 2009-ben)
  - Köztes-Európa (alapítva 2009-ben)
  - Taylor vezetéstudományi folyóirat (alapítva 2009-ben)
  - Közép-Európai Közlemények (alapítva 2006-ban, MTA B-kategóriás folyóirat)
  - Geopolitikai Szemle (alapítva 2019-ben)

## Pályafutása a menedzsment területén
1996-ban a Pécsi Tudományegyetemen okleveles humán-erőforrás menedzser diplomát szerzett.
1996-ban Gummersbachban a német parlament egyik pártjának ösztöndíjával részt a Theodor Heuss Akademie „Fiatal Vezetők Programján”. Ennek keretei között eredményesen végezte el a Szun-Tzu, War and Strategy kurzust.
1998-2001 között a „Perfekt-Power menedzser szeminárium sorozat” keretei között az alábbi szemináriumokat végzete el: 
- 1998 – Allan Pease élő szemináriuma Eredményes kommunikáció címmel.
- 1998 – Brian Tracy élő szemináriuma: A siker pszichológiája
- 1999 – Roger Dawson élő szemináriuma: A sikeres tárgyalás titkai
- 2000 – Allan Pease élő szemináriuma: Férfiak és nők az üzleti életben
- 2000 – Denis Waitly élő szemináriuma: Győzelem a XXI. században
- 2000 – William Oncken élő szemináriuma: Vezetői időgazdálkodás
- 2001 – Daniel Janal élő szemináriuma: Internetmarketing stratégia vezetőknek
- 2001 – Jim Carrol élő szemináriuma: Kommunikációs stratégiák a digitális gazdaságban

A fenti ismeretek, tudás birtokában több egyetemen (Szegedi Tudományegyetem, Eötvös József Főiskola, Kodolányi János Egyetem, Debreceni Egyetem) az alábbi kurzusokat tartotta: 
- Emberi erőforrás menedzsment
- Nemzetközi emberi erőforrás menedzsment
- HR-Csapatépítő tréning
- Hogyan írjunk sikeres életrajzot?
- Stratégia menedzsment
- Szun-Tzu szeminárium
- Vezetés-Szervezés/Menedzsment
- Kommunikáció-Üzleti Kommunikáció
- Projektmenedzsment

Kurzusaihoz az alábbi könyveket írta és/vagy szerkesztette:
- Gulyás László szerk. (2008): A vezetéstudomány alapjai. JATE Press-Szegedi Egyetemi Kiadó.
- Gulyás László szerk. (2008): A humán erőforrás menedzsment alapjai. JATE Press-Szegedi Egyetemi Kiadó.
- Gulyás László–Keczer Gabriella (2012): Projektmenedzsment 1.0. Közép-Európai Monográfiák 4. Egyesület Közép-Európa Kutatására. Szeged.
- Gulyás László szerk. (2014): Stratégiai menedzsment. Szen Ce-tól a Kék Óceánig. JatePress. Szeged.
- Gulyás László szerk. (2018): „Sok van mi csodálatos, de az embernél nincs semmi csodálatosabb”. Tanulmányok a gazdálkodás- és szervezéstudományok köréből 2009-2017. Egyesület Közép-Európa Kutatására. Szeged.
- Gulyás László–Miklós Péter szerk. (2021): Képzés, fejlesztés, innováció. Tanulmányok az emberi erőforrás menedzsment, a szervezés-vezetés és a képzés, fejlesztés köréből. Szegedi Tudományegyetem Juhász Gyula Pedagógusképző Kar Alkalmazott Társadalomismereti és Kisebbségpolitikai Intézet Emberi Erőforrás Tanulmányok Kutatócsoport, Szeged

## Harcművészeti pályafutása
1982-ben kezdett el taekwondozni Hódmezővásárhelyen, ITF-övvizsgáit a magyar ITF Taekwon-do magyarországi alapítója, Harmath László nagymester előtt tette le. Sorkatonaként shotokan karatét és kyokushi kiokysunky karatét tanult Baján, itt több katonai sportverseny (10 km futás felszerelésben) helyezettje.
1990-ben átigazolt az akkor induló Magyar WTF Szövetségbe. 1991-ben angolból lefordította a Word Taekwon-do Association  hivatalos Szabálykönyvet, majd megrendezte az első WTF magyar bajnokságot. Ezt további magyar bajnokságok megszervezése követte. Szintén az elsők között rendezett nemzetközi edzőtábort Magyarországon. Mindezek miatt a Magyar WTF Szövetség elindulásának és első évtizedének egyik meghatározó alakja. Dan-vizsgáit az alábbi években tette le:
- 1991-ben 1. dan
- 1193-ben 2. dan
- 1998-ban 3. dan
- 2002-ben 4. dan
- 2006-ban 5. dan

1999-ben Harmath László könyve után (ez volt az első magyar taekwon-do könyv) másodikként megírta a Chang Mookwan Taekwon-do (Szeged, Taekwon-do és Koreai Harcművészetek Magyarországi Szövetsége) című könyvet. 

### Versenyeredményei
- 1984: kyokushinkan junior országos bajnokság 5-8. helyezett
- 1986: 72-76 kg súlycsoportban 2. helyezett az ITF magyar bajnokságon
- 1989: 72-76 kg súlycsoportban 2. helyezett az ITF magyar bajnokságon
- 1989: +76 súlycsoportban 2. helyezett a sportkarate I. osztályú magyar bajnokságon
- 1991: +76 súlycsoportban 3. helyezett az ITF magyar bajnokságon

### Edzői pályafutása
1988-1991 között a JATE SC Taekwon-do szakosztálya küzdelem szakágának edzője. 1991-2008 között a Vörös Sárkány Taekwon-do Klub (Szeged) vezetőedzője.
Számos magyar bajnok és bajnoki érmes versenyző edzője.

### Taekwon-do bírói pályafutása
1991-tól a magyar sportbírói kar tagja, számos magyar bajnokságon dolgozott bíróként.
1998-tól nemzetközi bíró, számos nemzetközi versenyen dolgozott bíróként. 

### Sportvezetőként
1998 és 2008 között a Taekwon-do és Koreai Harcművészetek Magyarországi Szövetségének alapító elnöke.
19938-tól számos nemzetközi edzőtábor szervezője és instruktora.

## Díjak
- A Magyar Érdemrend lovagkeresztje (2021)

## Családja
1991-től házas, felesége dr. Turcsányi Enikő pszichológus, művészetterapeuta. Gyermekeik: Réka (2000), Kincső (2003), László (2006).